# 土壠灣
土壠灣，是臺灣高雄市六龜區的一個傳統地域名稱，位於該區東部中央地帶。相較於今日行政區，其範圍大致包括中興里北半部、興龍里西南部、六龜里東南部邊界地帶。
本地區境內主要聚落為土壠灣、中庄、尾庄，設有龍興國小。

## 歷史
台灣日治初期，土壠灣地區為一街庄，稱為「土壠灣庄」（舊制街庄），隸屬於楠梓仙溪東里。該庄昔日北、東、南三邊與蕃地為鄰，西邊隔荖濃溪與六龜里庄、荖濃庄為界。
1901年（日治明治三十四年）11月11日，全台廢縣廳改設二十廳，該庄隸屬於蕃薯藔廳。1904年（明治三十七年）2月16日，該庄編入「六龜里區」，隸屬於蕃薯藔廳。
1909年（明治四十二年）4月20日，該庄北部地區拆出成立新開庄。其後該庄西邊及北邊西段隔荖濃溪與六龜里庄為界，北邊東段與荖濃庄為鄰，東北與新開庄為鄰，東邊及南邊為蕃地。
同年10月25日，全台合併二十廳為十二廳，六龜里區改隸屬於阿緱廳。1920年（大正九年）10月1日，全台地方制度大改正，廢十二廳改設五州二廳，該庄改制為「土壠灣」大字，隸屬於高雄州屏東郡六龜庄（新制街庄）。1932年12月1日，六龜庄改隸屬於旗山郡。
戰後六龜庄改制為六龜鄉，隸屬於高雄縣，大字亦改制為村。1950年（民國39年）10月1日，高、屏分治，六龜鄉仍隸屬於高雄縣。2010年（民國99年）12月25日，高雄縣、市合併為直轄高雄市，六龜鄉改制為六龜區，村亦改制為里。

## 聚落
本地區發展較早的聚落為土壠灣、中庄、尾庄，在日治初期的官方地圖上已有記載。

## 交通
省道台27線是荖濃至烏龍的幹道，經過本地區的土壠灣、中庄、尾庄等聚落。由該道路北行可前往荖濃地區，並止於下荖濃聚落的省道台20線路口；南行可前往屏東縣高樹鄉、鹽埔鄉、九如鄉/長治鄉交界地帶、屏東市等地。
省道台27甲線是六龜（實際起點在土壠）至新威的幹道，全線在六龜區境內，其北側端點（起點）位於本地區北部、土壠灣聚落西南側的省道台27線路口。由此向西南轉南蜿蜒而行，可前往六龜區南部，並止於新威聚落南郊的省道台28線轉角路口。

## 學校
- 龍興國小